# 40 Leonis Minoris
40 Leonis Minoris är en vit stjärna i huvudserien i Lilla lejonets stjärnbild.
40 Leonis Minoris har visuell magnitud +5,51 och är svagt synlig för blotta ögat vid normal seeing. Den befinner sig på ett avstånd av ungefär 160 ljusår.